# اوماداسایکلین
اوماداسایکلین(به انگلیسی: Omadacycline) (که قبلاً با عنوان PTK-0796 شناخته می‌شد)  یک آنتی بیوتیک وسیع الطیف و متعلق به زیر گروه آمینومتیل‌سایکلین‌ها از  آنتی‌بیوتیک‌های تتراسایکلین است. در ایالات متحده، در اکتبر سال ۲۰۱۸ برای معالجه Community-acquired pneumonia و Skin and skin structure infection حاد تایید شد. 
مکانیسم عملکرد اوماداسایکلین شبیه به سایر تتراسایکلین‌ها، مهار سنتز پروتئین باکتریایی است.